# Adolf Denz
Adolf Denz (* 12. Februar 1935 in Dortmund) ist ein deutscher Semitist.

## Leben
Denz studierte von 1955 bis 1962 an den Universitäten Marburg, Freiburg und München die Fächer Altphilologie, Semitistik, Indogermanistik, Allgemeine Sprachwissenschaft und Altes Testament. Nach der Promotion zum Dr. phil. an der Ludwig-Maximilians-Universität München am 23. Januar 1963 und Habilitation ebenda 1980 wurde er dort 1969 Privatdozent für Semitistik und von 1975 bis 2000 Extraordinarius.
Die von ihm hauptsächlich bearbeiteten Sprachen sind Arabisch (Hocharabisch und Irakisch-Arabisch), Biblisch-Hebräisch und Aramäisch (insbesondere Syrisch). Denz ist dezidierter Sprachwissenschaftler, der insbesondere an der gedanklichen Durchdringung syntaktischer Probleme interessiert ist.
Denz beeinflusste zahlreiche Semitisten, Altorientalisten und Alttestamentler, unter ihnen die folgenden: Rüdiger Bartelmus, Stefan Bombeck, Augustin R. Müller, Norbert Nebes, Michael P. Streck, Stefan Weninger.

## Schriften (Auswahl)
- Strukturanalyse der pronominalen Objektsuffixe im Altsyrischen und klassischen Arabisch. München 1962, OCLC 720617046.
- Die Verbalsyntax des neuarabischen Dialektes von Kwayriš (Irak). Mit einer einleitenden allgemeinen Tempus- und Aspektlehre. Wiesbaden 1971, OCLC 2522125.